# Konradin Groth

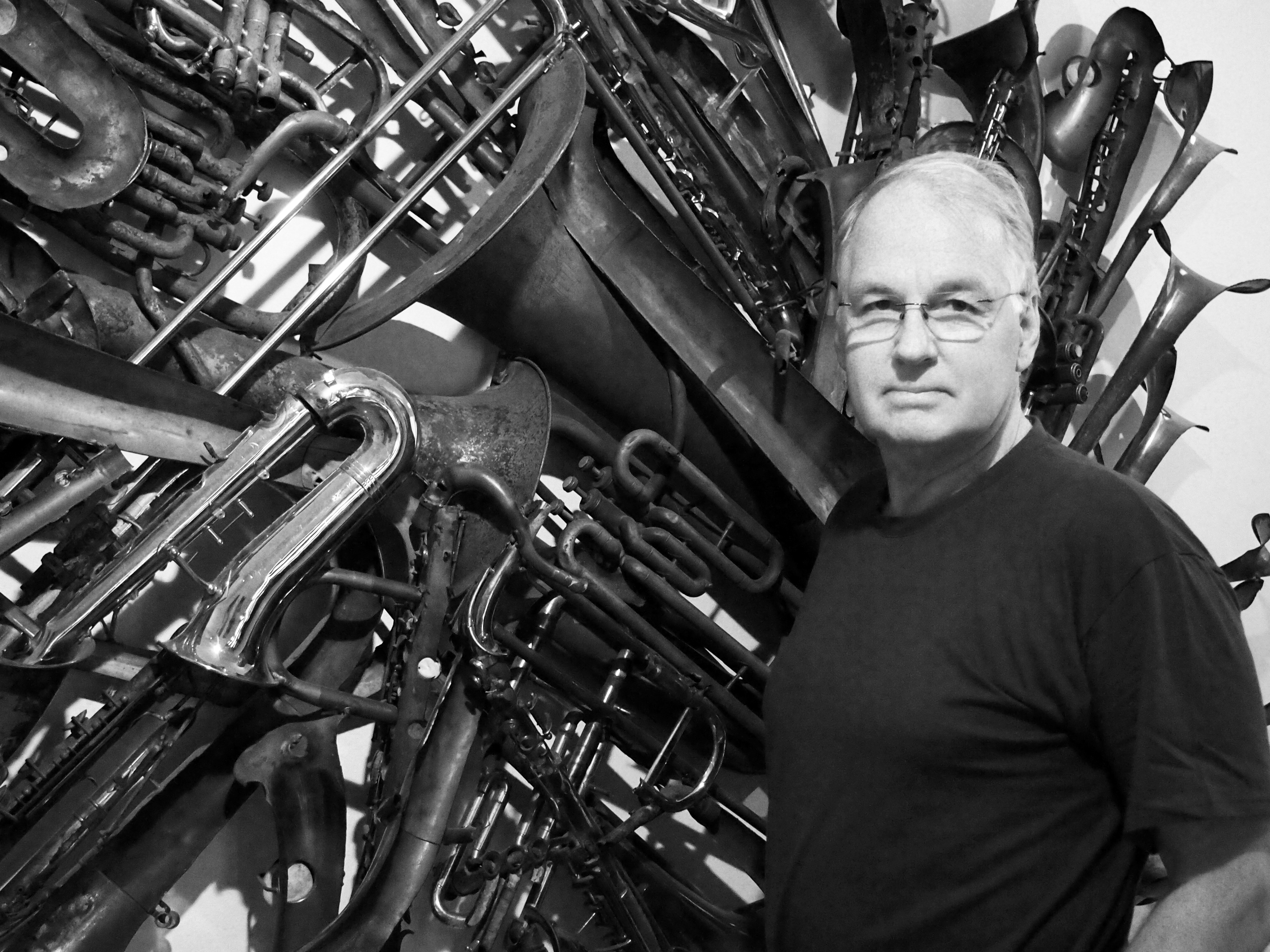
Konradin Groth

Konradin Groth (* 18. April 1947 in Berlin) ist ein deutscher klassischer Trompeter.

## Ausbildung und Werke
Er begann im Alter von sieben Jahren mit dem Trompetenspiel (Unterricht bei Heinz Döring) und sammelte erste Erfahrungen im Posaunenchor sowie Jugendorchestern. 1963 und 1964 war er Gewinner des damals erstmals ausgeführten Wettbewerbs Jugend musiziert. 1965–1968 folgte ein Studium an der Hochschule für Musik Berlin (seit 2001 UdK Berlin) bei Fritz Wesenigk. 1968–1970 war er zweiter Trompeter bei den Berliner Philharmonikern, 1970–1974 Solotrompeter der Deutschen Oper Berlin und 1974–1998 erster Solotrompeter bei den Berliner Philharmonikern. 1984 wirkte Groth an der Uraufführung des Konzertes für Trompete, Pauken und Orchester von Siegfried Matthus mit. Ab 1987 erschienen seine Etüden über neue Zungenstoß- und Atemtechniken auf der Trompete in drei Bänden beim Frankfurter Musikverlag Zimmermann. Seit 1998 hat Groth eine ordentliche Professur an der Universität der Künste Berlin inne.
Als Solist spielte er sechs Tonaufnahmen auf Compact Disks ein, unter anderem Salonmusik mit Orgel oder Klavier, viele weitere mit dem von ihm mitbegründeten Ensemble German Brass, dem Berliner Philharmoniker Brass Ensemble, dem Berliner Philharmoniker Brass Quintett und der Gruppe Neue Musik Berlin. Des Weiteren wirkte er mit den Berliner Philharmonikern auf zahlreichen Film-Produktionen mit, einige wie zum Beispiel die 5. Sinfonie von Beethoven und einigen Europakonzerten sowie mehreren Ton- und Filmaufnahmen unter Herbert von Karajan. Konradin Groth gibt internationale Kurse und eigene Konzerte im Jahr. Zuletzt war er auch mehrmals Jury-Mitglied beim renommierten Trompetenwettbewerb Maurice André (Concours internationaux de la Ville de Paris).
Konradin Groth ist ein Urenkel des altmärkischen Heimatforschers Theodor Zechlin. Sein Sohn ist der Schauspieler Steffen Groth.